# جغد مینروا

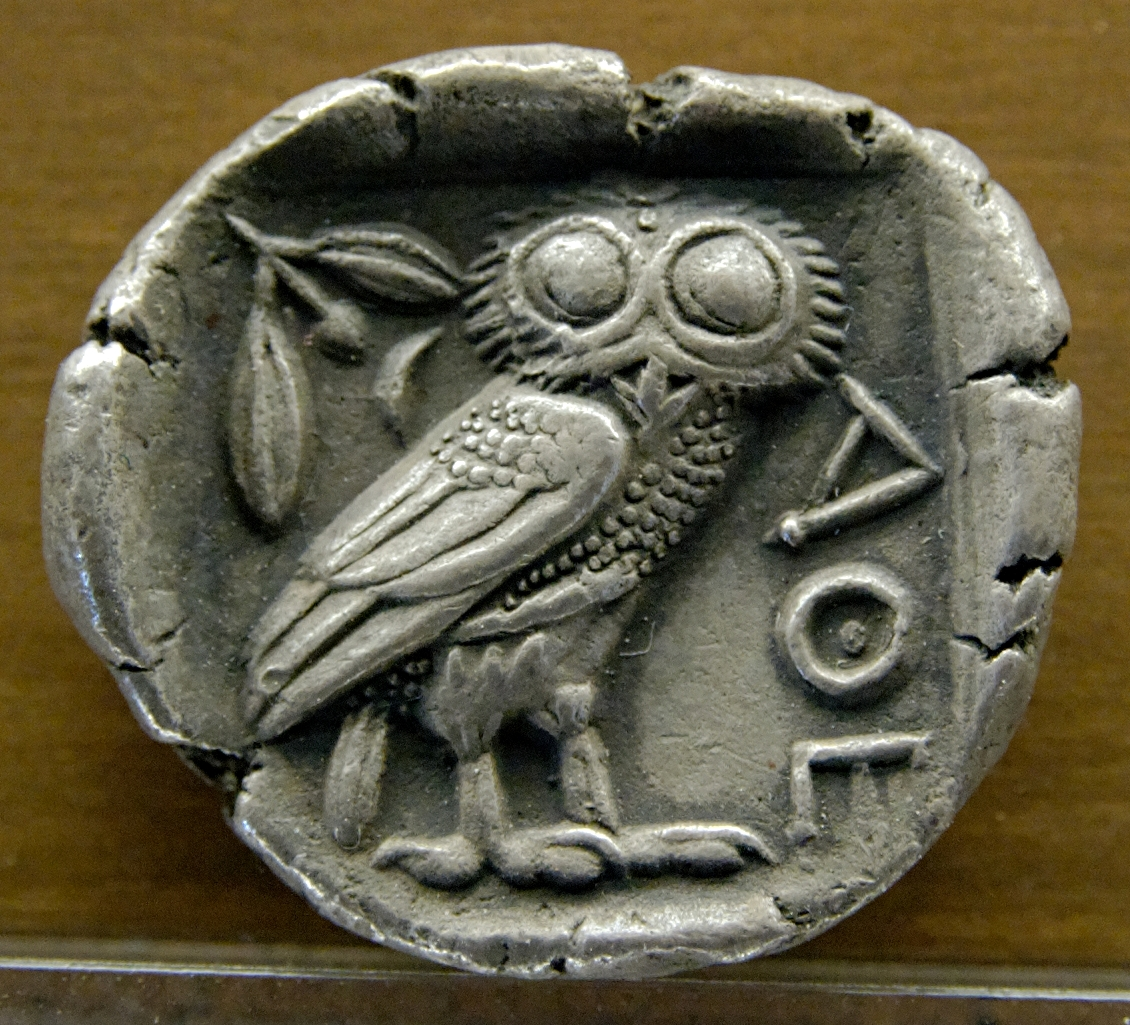
تصویر جغد آتنا بر روی یک سکه نقره

جغد مینِرْوا نزد رومیان نماد الهه خرد و حکمت است که معادل آن در فرهنگ یونانی آتنا است.

## در فلسفه
اولین بار فریدریش هگل فیلسوف را به جغد مینروا تشبیه کرد. تشبیه فیلسوف به جغد ازآن‌روست که این پرنده کار خود را هنگامی آغاز می‌کند که روز رو به پایان است و تاریکی غروب بتدریج فضا را تیره می‌کند. فلسفه نیز هنگامی سربرمی‌آورد که شکلی از زندگی دوران شکل‌گیری خود را گذرانده‌است و آرام‌آرام گردوغبار خاکستری زمان بر روی آن می‌نشیند. فلسفه در این هنگام کهن‌سالی وضع موجود را با رنگ خاکستری خود به تصویر می‌کشد و امر واقع را در قلمرو فکر بازسازی می‌کند.